# Lyckliga gatan (TV-program)
Lyckliga gatan är ett reality-TV-program på TV4 som hade premiär den 7 januari 2015. Två artister från olika genrer och generationer möts för att umgås och ta sig an varandras stora hits. Den ena är en yngre, svensk rappare, den andra en svensk musikikon med en lång och framgångsrik karriär bakom sig. Programledare är Matar "Näääk" Samba. Hip hop-låtarna produceras av The Salazar Brothers, bröderna Salla och Masse Salazar från Redline Records.   
Produktionsbolaget Mastiff står för produktionen av Lyckliga gatan.

## Medverkande artister

### Säsong 1 (2015)
- 7 januari: Arja Saijonmaa och Gee Dixon [5][6]
- 14 januari: Harpo och Samboii [5]
- 21 januari: Kikki Danielsson och Kumba [5]
- 28 januari: Mats Paulson och Linda Pira [5]
- 4 februari: Ann-Louise Hanson och Allyawan [5]
- 11 februari: Tommy Nilsson och Jeaff [5]

### Säsong 2 (2016)
- 11 april: Jaouli Akofely och Py Bäckman [7]
- 18 april: Nathalie "Cleo" Missaoui och Håkan Hemlin [7]
- 25 april: Owe Thörnqvist och Keya [7]
- 16 maj: Louise Hoffsten och Beri [7]
- 23 maj: Sylvia Vrethammar och Dani M [7]
- 6 juni: Richard Herrey och Lani Mo [7]